# Sanconíaton
Sanconíaton (em grego antigo: Σαγχουνιάθων, transl. Sangkhouniáthōn; gen.: Σαγχουνιάθωνος, Sangkhouniáthōnos) é um antigo fenício, suposto autor de três obras escritas originalmente na língua fenícia, e que sobreviveram na forma de paráfrases e sumários numa tradução para o grego feita por Filo de Biblos, de acordo com o bispo cristão Eusébio de Cesareia. Estes poucos fragmentos abrangem a mais extensa fonte literária a abordar a religião fenícia em grego ou latim; as fontes fenícias, juntamente com toda a literatura fenícia, foram perdidas com os pergaminhos sobre os quais foram escritas.

## Autor
Para os autores da edição de 1911 da Encyclopædia Britannica, Sanconíaton "pertence mais à lenda do que à história". Todo o conhecimento que se tem do autor e de sua obra vem da Praeparatio evangelica, (I, capítulos ix-x) de Eusébio de Cesareia, que contém informações sobre ele, juntamente com os únicos trechos existentes de seus escritos, tais como sumarizados e citados por seu suposto tradutor, Filo de Biblos.
Eusébio também cita a afirmação do autor neoplatônico Porfírio de que Sanconíaton de Berito (Beirute) teria escrito a história mais verdadeira dos judeus, por tê-la obtido com os registros de "Hierombalus" ("Jerubaal"? ou "Hiram'baal"?), sacerdote do deus Ieuo ou Jevo (Javé), que Sanconíaton teria dedicado sua história a Abíbalo (Abibalus), rei de Berito, e que a obra teria sido aprovada pelo rei e por outros estudiosos, e teria sido escrita antes da Guerra de Troia,  o que o situaria próximo à época de Moisés, "quando Semíramis era rainha dos assírios." Sanconíaton, assim, estaria inserido de maneira firme no contexto mítico da era heróica pré-homérica, uma antiguidade da qual nenhum outro escrito grego ou fenício teria sobrevivido, até a época de Filo. Curiosamente, no entanto, ele se refere a um certo ponto de maneira insultuosa a Hesíodo, que viveu por volta de 700 a.C. na Grécia.
O suposto Sanconíaton teria alegado basear sua obra da "coleção de escrituras sagradas dos Ammouneis descobertas nos santuários", coletâneas de tradições sagradas decifradas das inscrições místicas gravadas nos pilares dos templos fenícios, que expunham a verdade - posteriormente encoberta pelas alegorias e mitos inventados - que os deuses eram originalmente seres humanos, que passaram a ser cultuados após suas mortes, e que os fenícios haviam pego os nomes originais de seus reis e os aplicado aos elementos do cosmo (ver evemerismo), bem como às forças da natureza e ao Sol, à Lua e às estrelas. A intenção de Eusébio ao mencionar Sanconíaton é desacreditar a religião pagã, através destas afirmações.
Este ponto de vista evemerístico racionalizante e a ênfase em Beirute, uma cidade de grande importância no fim do período clássico, mas que aparentemente tinha pouca importância em tempos mais antigos, sugere que a obra em si não seria tão antiga quanto alega ser. Alguns sugeriram até mesmo que teria sido forjada pelo próprio Filo de Biblos, ou compilada a partir de diferentes tradições e apresentada num formato pseudo-epigráfica para lhe garantir alguma autenticidade e dar ao material mais credibilidade. Outras teorias sugerem que Filo teria traduzido obras fenícias genuínas creditadas a um autor antigo que se chamava Sanconíaton, mas que teria feito seus escritos em períodos mais recentes.
Nem todos os leitores, no entanto, concordam com estas leituras mais críticas; o estudioso inglês Squier Payne comentou num prefácio da obra Sanchoniatho's Phoenician History (1720), de seu sogro, Richard Cumberland: "O humor que prevalecia entre diversos homens cultos ao rejeitar Sanconíaton como uma fraude porque não souberam interpretá-lo, e culpavam sempre sua autoridade. Filo Bíblio, Porfírio e Eusébio, que sabiam julgar melhor que qualquer dos modernos, nunca colocaram em dúvida sua autenticidade."
De qualquer maneira, quaisquer que sejam as opiniões a respeito do autor, boa parte do que foi preservado de seus escritos acabou sendo corroborada pelos textos mitológicos ugaríticos escavados em Ras Shamra (antiga Ugarit), na Síria, desde 1929; o teólogo alemão Otto Eissfeldt demonstrou em 1952 que os textos incorporavam elementos semíticos genuínos que têm relação com os textos ugaríticos, que permaneceram inalterados desde o segundo milênio a.C. O consenso moderno é que o tratamento dado por Filo a Sanconíaton oferece uma visão helenística dos materiais fenícios.
É difícil por vezes, no entanto, distinguir se Eusébio está citando a tradução de Filo da obra de Sanconíaton ou está falando com suas próprias palavras. Outra dificuldade é o uso de nomes próprios gregos no lugar dos fenícios, e as possíveis corruptelas dos nomes fenícios que aparecem. Também podem existir outras distorções nos textos.

## Obra
Os fragmentos da obra de Sanconíaton que restaram até os dias de hoje contêm:

### Mito de criação
Um mito de criação filosófico atribuído à "cosmogonia de Taautus, que Filo identifica explicitamente com o Toth egípcio—"o primeiro a ter concebido a invenção das letras, e que começou a escrever os registros"— que se inicia com Érebo e o Vento, entre os quais surgiu Eros 'Desejo'. Deste, então, veio Môt, que parece ser uma palavra fenícia/ge'ez/hebraica para 'Morte', mas que o relato informa poder significar 'lama'. A partir desta confusão inicial, surgem os germes da vida, e animais inteligentes chamado de Zophasemin (explicado, provavelmente de maneira correta, como significando 'observadores do céu') se juntaram, formando um ovo - o relato é pouco claro. Môt, então, se transformou em luz e os céus foram criados, e os diversos elementos criaram as estações.
Seguindo a linha etimológica do mitógrafo Jacob Bryant, também pode-se considerar que o significado de Môt estaria associado ao Ma'at dos antigos egípcios, uma personificação da ordem fundamental do universo, sem a qual toda a criação pereceria, e que também era considerada a esposa de Toth.

### Heróis culturais alegóricos
Kolpia, um vento, e sua esposa, Baau (traduzida no grego para Nix, Nyx, "noite"), geraram Éon (Aion; em hebraico e fenício עלם, Olam), e Protógono ("primogênito", provável tradução do hebraico/fenício em hebraico:  קדמון), que eram mortais; "e que quando as secas ocorreram, eles estenderam suas mãos para o céu, em direção ao sol; pois ele apenas era considerado o senhor do céu, e chamavam-no de Beelsamen, que no idioma fenício significa 'senhor do céu', e, em grego, 'Zeus'."(Eusébio, I, x) . Uma raça de montanhas semelhantes a titãs então surgiu, "filhos de tamanho e estatura imponente, cujos nomes eram atribuídos às montanhas que eles ocupavam... e seus nomes, por sua vez, vinham de suas mães, já que naquela época as mulheres podiam ter relações sexuais com qualquer um que encontrassem." Diversos descendentes são então listados, muitos dos quais têm nomes alegóricos mas são descritos nas citações de Filo como mortais que teriam feito descobertas específicas ou criado determinados costumes.

### História dos deuses
Segue-se então uma genealogia e história dos diversos deuses semíticos do nordeste que eram cultuados num amplo território, muitas vezes sob o nome de seus 'equivalentes' gregos. Os nomes gregos estão representados na tabela abaixo entre parênteses e em itálico; apenas os nomes representados no texto estão grafados aqui, porém suas ligações levam para o nome mais conhecido da divindade semítica do noroeste a que provavelmente ela se refere.
```
                                     
Eliun
  =  
Beruto
 
                                  (
Hipsisto
)|
                                             |
                                     +-------+------+
                                     |              |
                                     |              |
                            (
Urano
)/(
Epigeu
) = (
Ge
)
                                (
Autóctone
)    |
                                                |
     +-----------+------------------------------+-----------+--------+----------------+-------+
     |           |                              |           |        |                |       |
     |           |                              |           |        |                |       |
    
Elus
     
Betilo
       (
Urano
) = ? = 
Dagom
/(
Sitom
)  (
Atlas
)  
Astarte
 = 
Elus
 = (
Reia
)  
Baaltis

  (
Cronos
)                          |    (
Zeus
 Arótrio
)        (
Afrodite
)|      |         (
Dione
)
     |                              |                                     |      |
     +------------+--------+        |               +++++++-------+-------+-+    +++++++----+
     |            |        |        |               |||||||       |         |    |||||||    |
     |            |        |        |               |||||||       |         |    |||||||    |
(
Perséfone
)    (
Atena
)  
Sadido
  
Demaro
  
Sídico
 = (
Titânides
)  (
Poto
)  (
Eros
)  7 filhos  
Mute

                              
Adodo
/(
Zeus
) |   | (
Artêmides
)           (
Qetesh
)         (
Tânato
)
                                    |       |   |                                        (
Plutão
)
                             +------+  +++++++  +------+
                             |         |||||||         |
                             |         |||||||         |
                        
Melcarto
    (
Cabeiri
)   (
Asclépio
)
                        (
Héracles
)   (
Coribantes
)
                                    (
Samotrácioss
)
                                      (
Dióscuros
)
```

```
                                
Elus
 = 
Anobrete
       (
Nereu
)
               
nascido na 
Pereia
 |   |                  |
                                 |   |                  |
    +---------------+------------+   +----+             |
    |               |            |        |             |
    |               |            |        |             |
(
Cronos
 II)   (
Zeus
) 
Belo
   (
Apolo
)   Iedude        (
Ponto
)
                                
Mote
                   |                                          |
                                                        |
                                                        |
                                                        |
                                                        |
                                                      
Sidom
```

Traduções das formas gregas: arotrios, 'agricultural'; autochthon (de autokhthon), 'produzido a partir do solo'; epigeius (de epigeios), 'da terra'; eros 'desejo'; ge 'terra'; hypsistos, 'altíssimo'; pluto (de plouton), 'riqueza'; pontus (de pontos), 'mar'; pothos, 'desejo'; siton, 'grão'; thanatos, 'morte'; uranus (de ouranos), 'ceú'.
Tal como nas teogonias grega e hitita, o Elus/Cronos de Sanconíaton depõe do poder seu pai, Céu ou Urano, e o castra. Zeus Demarûs, no entanto - isto é, Hadade Ramã, suposto filho de Dagom, porém filho real de Urano - eventualmente se junta a ele e trava combate contra Cronos. A El/Cronos atribui-se a prática da circuncisão. Por duas vezes se menciona no texto que El/Cronos teria sacrificado seu próprio filho; a um certo ponto a paz é estabelecida, e Zeus Adado (Adade) e Astarte passam a governar a terra com a permissão de Cronos. Um relato dos eventos foi escrito pelos cabiros e por Asclépio, sob a direção de Tot.

### Serpentes
Uma passagem sobre o culto às serpentes se segue, no qual não fica claro qual parte seria de Sanconíaton, e qual seria do próprio Filo de Biblos:
"A natureza do dragão e das serpentes era tida por Tauto como divina, e portanto também o era para os fenícios e egípcios; pois este animal havia sido declarado por ele como o mais cheio de fôlego e fúria de todos os répteis. Como consequência disso, ela também exerce uma leveza insuperável através de sua respiração, sem pés ou mãos ou qualquer outro membro externo através dos quais os animais se movimentam. Também exibe diversas formas, e ao avançar faz saltos espirais na velocidade em que escolher. Também é a mais longeva, e sua natureza é a de abandonar sua antiga pele, e não apenas fazer com que a nova cresça em seu lugar, mas também cresça ainda mais; e após atingir a idade que foi designada, ela própria se consome, da maneira com que o próprio Tauto teria feito em seus livros sagrados; por este motivo o animal também foi adotado em templos e rituais místicos."

## Sobre o Alfabeto Fenício
Outra obra de Sanconíaton citada por Eusébio é um tratado, Sobre o Alfabeto Fenício.